# Cucullia ikondae
Cucullia ikondae är en fjärilsart som beskrevs av Emilio Berio 1973. Cucullia ikondae ingår i släktet Cucullia och familjen nattflyn. Inga underarter finns listade i Catalogue of Life.